# Woodland Park
Woodland Park – miasto w Stanach Zjednoczonych, w stanie Kolorado, w hrabstwie Teller.